# 迪米特里·奥恰洛夫
迪米特里·奥恰洛夫（德語：Dimitrij Ovtcharov，1988年9月2日—），德国乒乓球运动员，蘇聯烏克蘭移民。其父米哈伊尔·奥恰洛夫曾是前蘇聯國家級球手，獲得過蘇聯冠軍，在奥恰洛夫出生後遷往德國。後來奥恰洛夫加入了德國隊。
隨着名將蒂莫·波爾年齡漸高及傷患頻密，奥恰洛夫肩負了德國隊第一主力的重任，亦成為了歐洲最具實力及希望的首席球員。奧恰洛夫是2012年倫敦奧運和2020年东京奥运乒乓球男單銅牌得主，在世界盃乒乓球賽男單項目共奪得一次冠軍（2017）及兩次季軍（2013、2015）。2014年起幾乎稱霸所有的歐洲單打賽事。他擊敗過張繼科、閆安與王皓、樊振东等頂尖選手，是現時世界上最頂尖的選手之一。
2018年1月，隨著國際乒乓球聯合會排名改制，奧恰洛夫以29歲的「高齡」升上生涯新高的世界排名第1。

## 職業生涯
奧恰洛夫於2007年首次代表德國隊參加世乒賽，在第二輪遭當屆亞軍馬琳以4-1擊敗。同年，他在奧地利舉行的歐錦賽中，奪得男單銅牌。
2008年世乒賽，在蒂莫·波爾缺陣的情況下，奥恰洛夫所代表的德國隊在八強止步。在八月的北京奧運，奥恰洛夫於男單十六強不敵中國香港的高禮澤出局；男團方面，他與隊友波爾、蘇斯在半決賽險勝日本隊晉級。決賽不敵中國隊，獲得銀牌。
2009年，奥恰洛夫在丹麥公開賽擊敗當時嶄露頭角的張繼科，這是兩人的首次交手。同年的橫濱世乒賽，奥恰洛夫於十六強碰上同樣二次參賽的馬龍，以4-1落敗。
2011年，奥恰洛夫參加鹿特丹世乒賽，在十六強遭隊友波爾淘汰。年尾的團體世界盃，他爆冷擊敗名將王皓，其傑出表現受到乒壇的關注。
2012年的倫敦奧運會，他先是在男單八強以4-3險勝丹麥名將米凱爾·梅茲。準決賽負於張繼科後，在銅牌爭奪戰中力挫中華台北的莊智淵，奪得這面意義重大的男單銅牌；男團方面，他與蒂莫·波爾、巴斯蒂安·斯特格聯手獲得季軍。
2013年，他於巴黎世乒賽中再次在十六強被隊友淘汰，但這次的隊友是鮑姆。之後他在男單世界盃中殺入四強，並奪得銅牌。
2014年的東京世乒賽，德國隊殺入決賽。奥恰洛夫於決賽中擔任第一單打，他在第二場單打中超水準發揮，以3-0橫掃了張繼科，但隨後在第四場單打遭馬龍封殺3-0，結果獲得亞軍。
2015年的欧洲乒坛是属于奥恰洛夫的一年，奥恰洛夫在这一年内连续斩获歐洲16強賽、欧锦赛、欧运会三个洲际大赛的男单冠军，实现了单赛季对欧洲三大洲际赛的“全制霸”，这一纪录至今无人打破。蘇州世乒賽上，奥恰洛夫在第二輪遭南韓球手李尚洙爆冷擊敗，未能在世乒賽取得突破。
2016年的里约奧運會，奥恰洛夫於男單八強被白俄羅斯選手薩姆索洛夫淘汰，未能再度殺入四強。之后的团体比赛中，奥恰洛夫和队友蒂姆·波尔、斯特格合作，夺得一枚男团铜牌。
2017年，奥恰洛夫擊敗隊友波爾，獲得個人第一座世界盃桌球賽男單冠軍。
2021年的東京奧運會，奥恰洛夫於男單銅牌爭奪戰擊敗中華台北的林昀儒，再度獲得奧運男單銅牌。在之后的团体比赛中，奥恰洛夫再次获得一枚团体银牌，至此个人奥运奖牌数达到6枚，奥恰洛夫也成为奥运史上最成功的乒乓球运动员之一。
2023年德班世乒赛上，奥恰洛夫在双打项目上与队友弗朗西斯卡合作，斩获男双铜牌，这也是奥恰洛夫首次夺得单项世乒赛的奖牌。

## 技術風格
與其隊友波爾一樣，奥恰洛夫動作架子穩健，不同於普通歐洲選手，球風比較有近台主動攻擊的意識，是比較中國式而非有退台放球或遠台對拉意識的歐洲式打法。但不同的是，波爾的球的旋轉較強，容易形成中遠台對拉，其球風穩定且連續性強，擅長在多板回合中拉死對手；而奥恰洛夫球性較為剛猛，擊球力量大，往往抓住對手弱點即一連猛攻，少給對手退台及對拉的機會。故奥恰洛夫雖成績卓越，其比賽卻常被批評缺乏觀賞性、只想取勝。
奥恰洛夫的反手技術是他的得力武器。搓球、擰球、相持、暴衝、中遠台反拉皆能勝任，彈腕式的拉球力量強而速度快，穩定性高，落點控制性好。但常依賴反手接球也造成其正手不強，奥恰洛夫說過自己小時候曾試著用反手接全台的球，後來才慢慢矯正過來。
要能支持這種打法，必定要有相當程度的前三板。奥恰洛夫除了有一般的側身式發球，還有旋轉更強的反手發球與砍式發球，常令對手回球冒高，而作為發球後搶攻的利器。奥恰洛夫的接發球和台內處理也足夠細膩。總體而言，奥恰洛夫球風先柔後剛，他打球就像虎視眈眈的猛獸，以輕聲的腳步接近獵物，趁其不注意再給予致命攻擊。

## 家庭生活
奧恰洛夫於2013年和瑞典桌球選手珍妮·梅爾斯特羅姆結婚。里約奧運後生下一名女兒艾瑪。